# Niski Mur (Zimny Dół)
Niski Mur lub Mały Mur – dwie skały o kształcie muru skalnego w dolinie Zimny Dół we wsi Czułów w województwie małopolskim, w powiecie krakowskim, w gminie Liszki. Pod względem geograficznym jest to obszar Garbu Tenczyńskiego będącego południowym fragmentem Wyżyny Krakowsko-Częstochowskiej.
Zbudowane ze skalistego wapienia skały znajdują się na orograficznie lewych zboczach Zimnego Dołu, powyżej Źródła w Zimnym Dole i powyżej domu nad tym źródłem. Mają pionowe południowo-wschodnie ściany o wysokości 8 m. Uprawiana jest na nich wspinaczka skalna oraz bouldering. Paweł Haciski wymienia 7 dróg wspinaczkowych o trudności od V do VI.2+ w skali polskiej. Asekuracja własna – do końca 2019 r. na skałach nie zamontowano punktów asekuracyjnych.

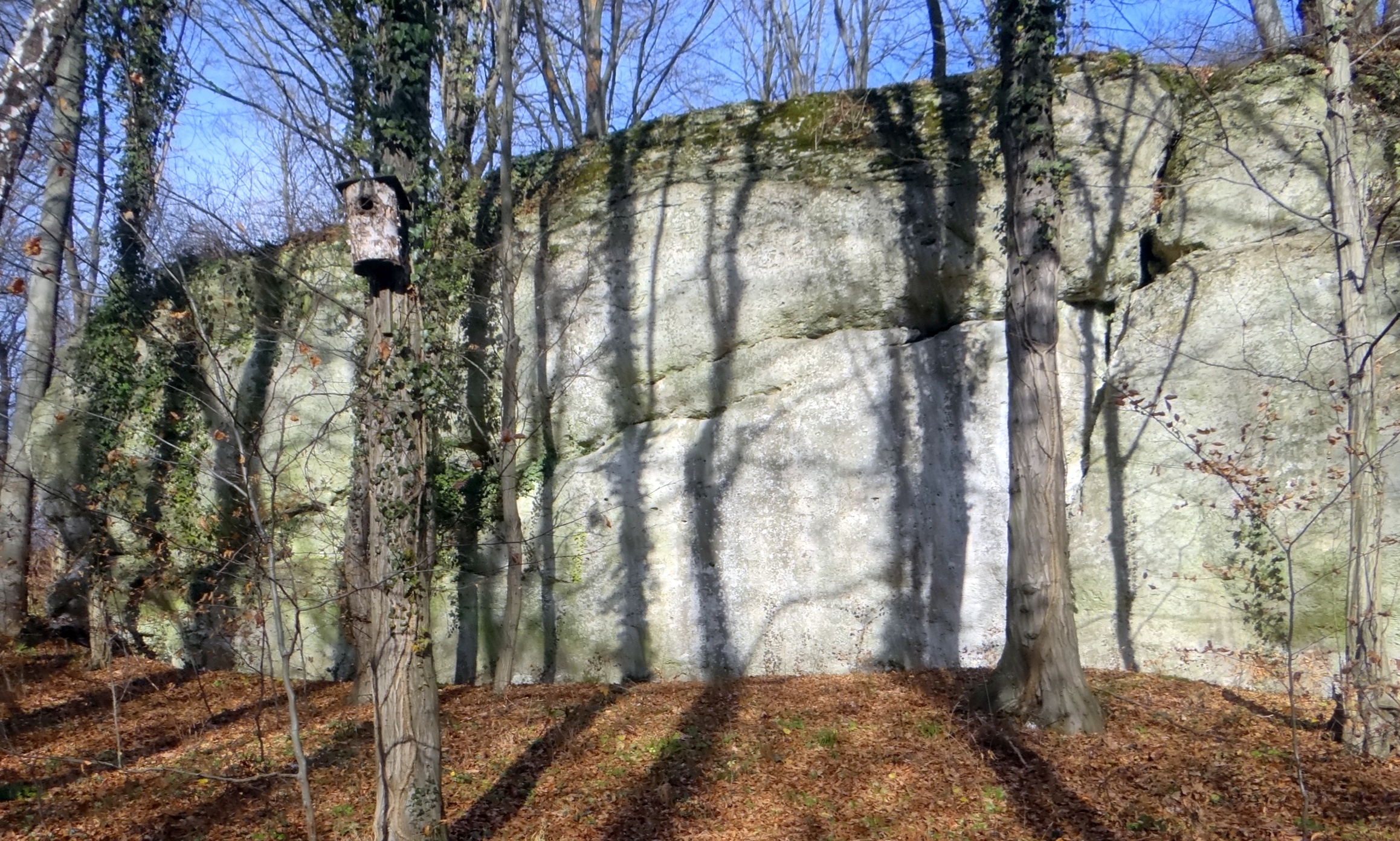
Niski Mur 1
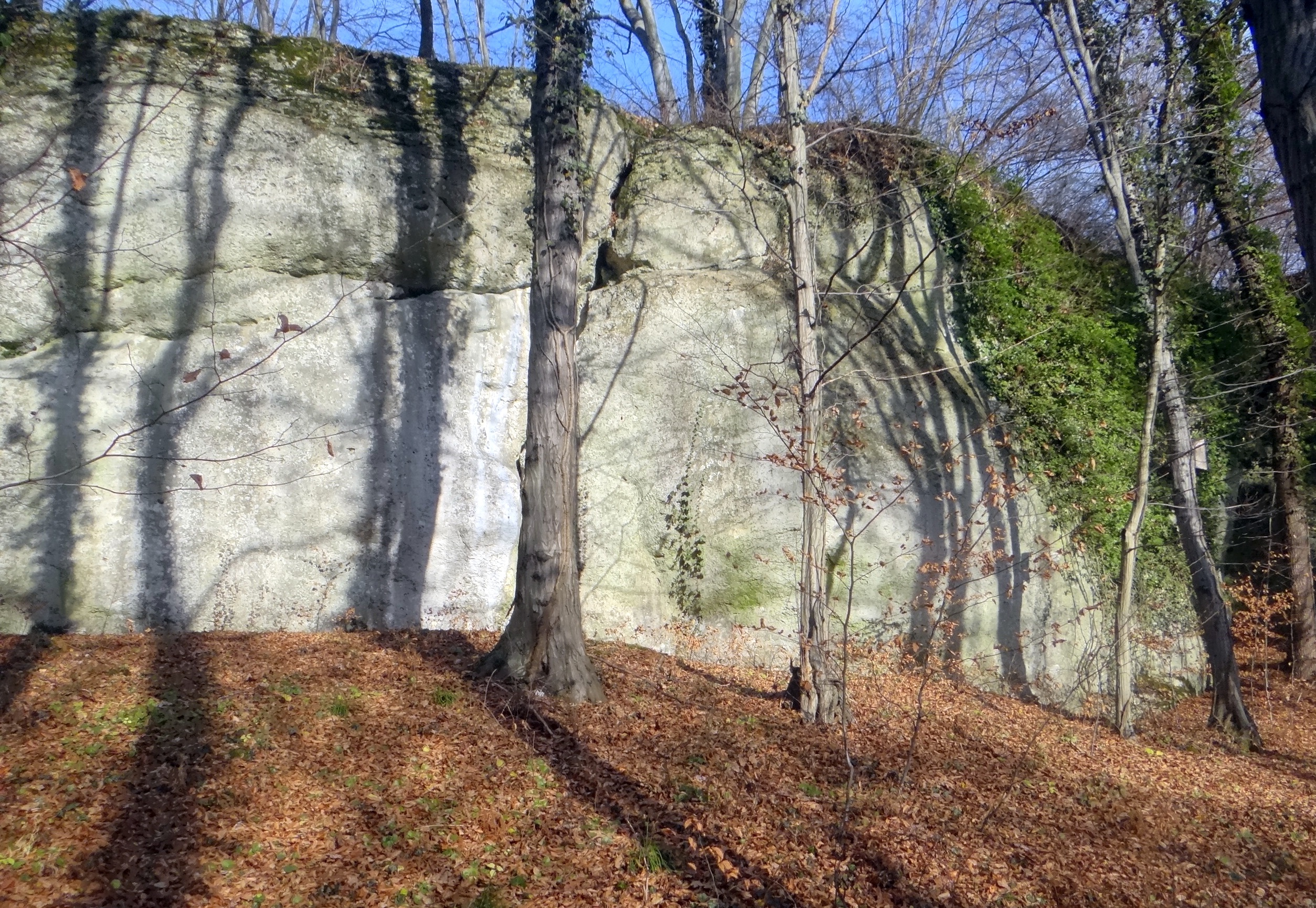
Niski Mur 1
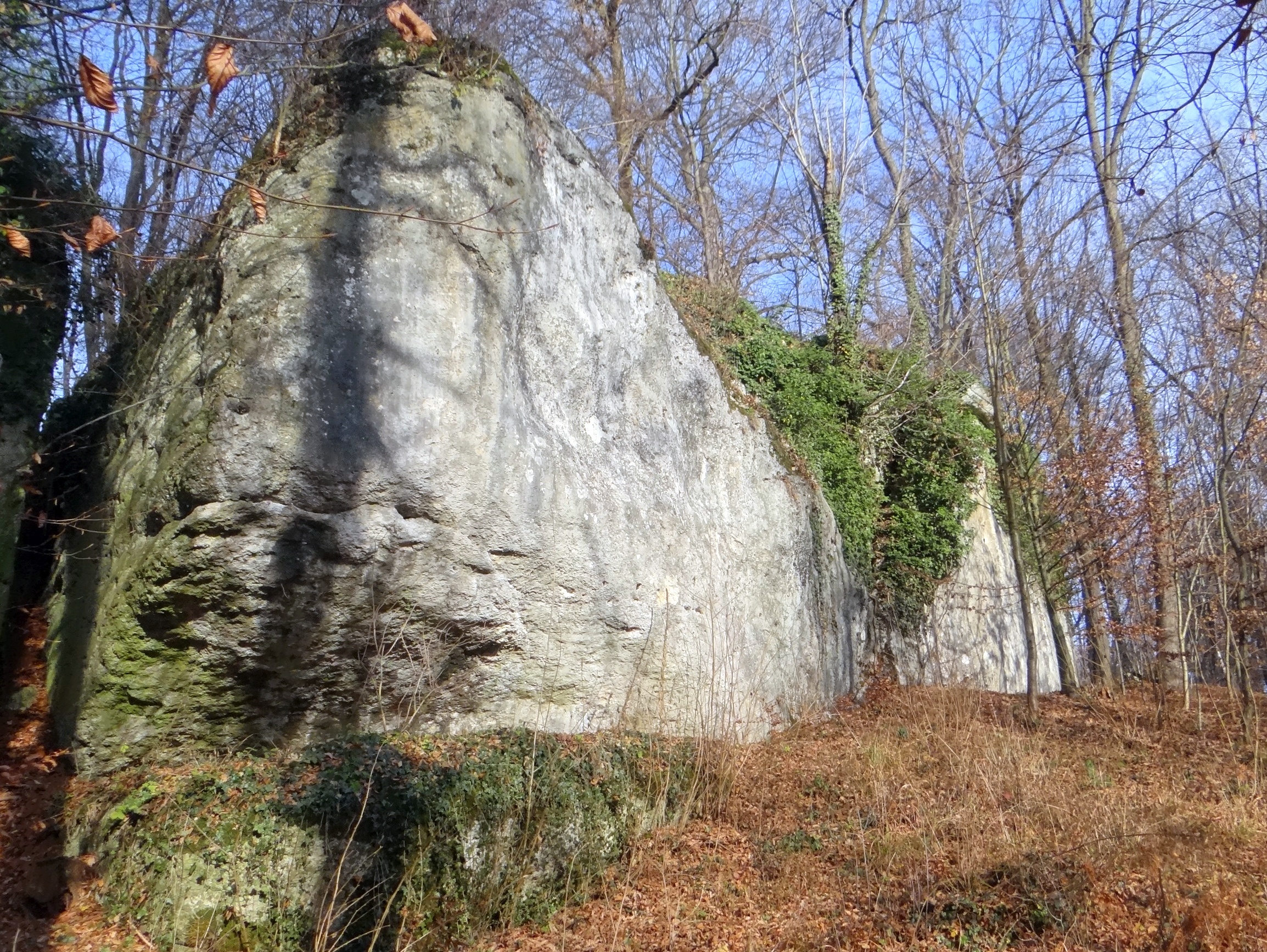
Niski Mur 2
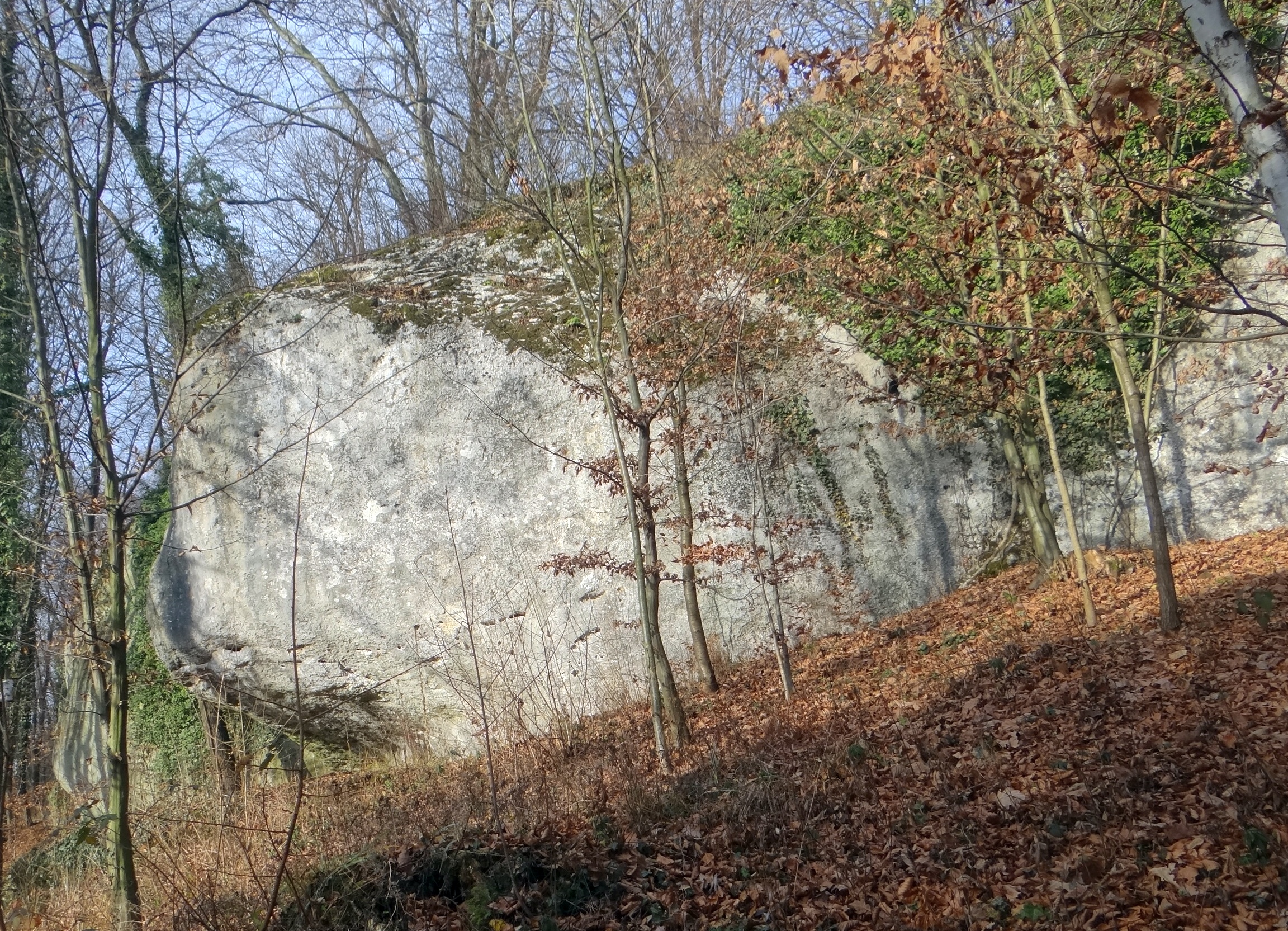
Niski Mur 2

## Drogi wspinaczkowe
Niski Mur 1 (wschodni)
1. Ohydek Szalej, VI.2
2. Penetrator, VI.3
3. Zimna Rysa, VI.2

Niski Mur 2 (zachodni)
1. Myszołapka, VI.1+
2. Małe Fitzcarraldo, VI.2+
3. Płatny morderca, VI.2+[1].